# Ramlag
En ramlag innehåller grundläggande värderingar, helhetsprinciper och riktlinjer, där lagstiftaren mer uppställer mål och i mindre utsträckning detaljreglerar vad som ska göras. Detta ger frihet och flexibilitet att anpassa sig efter skiftande omständigheter och ett överlåtande att ta beslut till experter på enskilda områden. Exempel på en ramlag är hälso- och sjukvårdslagen (1982:763), socialtjänstlagen (2001:453) samt marknadsföringslagen (2008:486).